# ویلیام اوکپارا
ویلیام اوکپارا (انگلیسی: William Okpara؛ زادهٔ ۷ مهٔ ۱۹۶۸) یک بازیکن فوتبال اهل نیجریه است.
وی همچنین در تیم‌های ملی فوتبال نیجریه نیجریه بازی کرده‌است.